# 百合の花咲く丘で
「百合の花咲く丘で」（ゆりのはなさくおかで）は、2010年12月1日に発売されたPENGINの6枚目のシングル。

## 解説
前作「世界に一人のシンデレラ feat. U」から約半年ぶり。ミュージック・ビデオには松井咲子が出演。小田急電鉄小田原線百合ヶ丘駅周辺で収録されたミュージック・ビデオで、ゆりストアのロゴマークがぼんやりと確認できる。

## 収録曲
全作曲：PENGIN
1. 百合の花咲く丘で [4:27]
作詞：346・XICO
編曲：PENGIN・小高光太郎
2. 青瞬 [4:19]
作詞：PENGIN
編曲：PENGIN・Koma2 Kaz